# Fontette
Fontette település Franciaországban, Aube megyében. Lakosainak száma 179 fő (2022. január 1.). Fontette Cunfin, Essoyes, Noé-les-Mallets, Saint-Usage, Verpillières-sur-Ource és Villars-en-Azois községekkel határos.

## Népesség
A település népességének változása:
| Lakosok száma | 211  | 219  | 188  | 177  | 187  | 198  | 206  | 190  | 182  | 179  |
|               | 1968 | 1982 | 1990 | 2006 | 2013 | 2015 | 2017 | 2019 | 2020 | 2022 |